# Gaspar García de Lasa y Ferré
Gaspar García de Lasa y Ferré fue el I señor de Rafal en dos ocasiones.
Nacido en Orihuela a mediados del siglo XVI, fue el último miembro varón de la familia oriolana de los García de Lasa, propietarios de la heredad de Rafal. Bajo su dominio, Rafal alcanzó la denominación de señorío, merced de la Corona Española, bajo la soberanía del monarca Felipe II, siendo Gaspar el primer señor del feudo.
Casó con María de Togores, y con ella tuvo dos hijas, Ana y María. 
Gaspar trató de encontrar un consorte que encajara con sus expectativas para el desposo de su primogénita y heredera Ana. Ante la falta de acuerdos, Gaspar decidió desposar a su hija con su sobrino Juan de Ferré y Proxita. Tras el desposo, Gaspar cedió la titularidad del señorío de Rafal a su sobrino y yerno Juan, que pasaba a ser el II Señor de Rafal. Pero poco tiempo después Juan falleció repentinamente sin haber tenido descendencia y Gaspar se impuso sobre los derechos sucesorios de su hija Ana, volviendo a encabezar la titularidad del señorío. 
En 1611, Gaspar acordó con Jerónimo de Rocamora y Thomas las nupcias de éste con su otra hija, María. Jerónimo, que había enviudado recientemente, era el heredero del señor de Benferri y de Puebla de Rocamora y por lo tanto, para Gaspar era un apetecible candidato para el desposo de una de sus hijas. Tras las nupcias llevadas a cabo en la parroquia oriolana de Santas Justa y Rufina el 10 de marzo de 1611, Gaspar traspasó el señorío a su hija María que pasaba a ser la III señora de Rafal, quedando Gaspar definitivamente desvinculado del señorío.